# 広島復興大博覧会
広島復興大博覧会（ひろしまふっこうだいはくらんかい）は1958年（昭和33年）4月1日から5月20日まで広島県広島市で開催された博覧会。
1945年（昭和20年）の原爆投下で焦土となった広島が、12年を経て、戦前の最大人口を回復し、驚異的な復興ぶりを示したのを機に、広島の復興や現状を発信するとともに、将来の近代科学や産業、貿易、文化の新興に寄与することを目的で開催された。平和記念公園や平和大通り、広島城などを会場として開催され、30の展示館が建てられた。
入場者は877118人で、多数の外国人も来場し成功を収めた。

## 展示
16万5300平方メートルの会場に30の展示館が建てられた他、原爆により焼失した広島城の天守閣が再建された。
以下は主な展示館。
- テーマ館
- 復興館
- 原爆資料館
- 郷土史館
- 近代工業館
- 交通科学館
- ラジオ館
- テレビ館
- 原子力科学館 - 館内の「原爆馬」が注目を浴びた。